# Cas Paco Sanz
El Cas Paco Sanz fa referència a les acusacions fetes a Francisco José Sanz González de Martos (València, 17 de setembre de 1970), conegut com a Paco Sanz, d'haver obtingut amb ajuda de la seva nòvia i la seva mare més de 350.000 € fingint ser a la vora de la mort a causa de la Síndrome de Cowden. Segons indiquen les fonts periodístiques, Paco Sanz va obtenir gran part dels diners demanant donacions públicament a través de xarxes socials les quals dirigia a una organització sense ànim de lucre.
El 29 de març de 2017 es confirmà l'engany de Sanz, després que el periodista Alfred Salud en el canal de TV Antena 3, revelés el cas Paco Sanz, el mateix periodista, Alfred Salud, a la 1 de TVE va mostrar els vídeos, mofant-se i fent la botifarra als seus seguidors i fotografies dels seus viatges i objectes de luxe presumptament adquirits amb els diners de les donacions. Va ser detingut per la policia el mateix dia, sent mantingut amb arrelament nacional i signatura mensual mentre duri la investigació en la qual es presenten càrrecs per estafa, apropiació indeguda i blanqueig de capitals.

La fiscalia li demana 6 anys de presó per estafa continuada i altres 3 anys a l'exparella sentimental.